# James Sullivan (Leichtathlet)
James Patrick Sullivan (* 28. Februar 1885; † März 1964 in New York City) war ein US-amerikanischer Mittelstreckenläufer. 
Im Jahr 1905 lief James Sullivan eine Meile in 4:22,0 min, die bis dahin schnellste Zeit eines in den USA geborenen Athleten.
Bei den Olympischen Zwischenspielen 1906 in Athen wurde er Fünfter über 1500 m und schied über 800 m im Vorlauf aus.
1907 wurde er US-Meister im Meilenlauf. Im Jahr darauf wurde er bei den Olympischen Spielen in London über 1500 m Siebter oder Achter.
James Sullivan startete für den Irish American Athletic Club.